# 白鹿禅师
白鹿禅师，唐代僧人，俗名張元康，自號陽龍野人，出身广西，住京兆大興寺。相传一只外国进贡给唐玄宗的白鹿见到元康便跪下不肯离去，玄宗于是将它赐给元康，并封元康为白鹿禅师。
白鹿禅师回到廣西後，住持尧山裏的尧庙，其寺院以白鹿為名。
1. ↑  《廣西通志》卷八十七